# Scotia (trois-mâts)
Pour les articles homonymes, voir Scotia (homonymie).
Le Scotia était un trois-mâts barque construit en 1872 sous le nom de baleinier norvégien Hekla. Il fut acheté en 1902 par William Speirs Bruce et réaménagé en tant que navire de recherche destiné à être utilisé par l'expédition nationale écossaise en Antarctique (1902-1904). Après l'expédition, le navire a servi de phoquier, baleinier, patrouilleur et charbonnier. Il a été détruit à la suite d'un incendie, en janvier 1916.

## Historique
Le Hekla a été construit  par Jørgensen & Knudsen, à Drammen pour le S.S. Svendsen de Sandefjord. Il fut utilisé pour la chasse aux phoques lors de voyages sur la côte est du Groenland de 1872 à 1882 et à Scoresby Sund en 1892. En 1896, le voilier fut vendu à N. Bugge de Tønsberg, puis en 1898 à A S Sælog Hvalfangerskib Hekla à Oslo et placé sous la direction de M.C. Tvethe. Il fut à nouveau vendu en 1900 à A/S Hecla de Sandefjord .
En 1902, William Speirs Bruce l'acheta pour 45 000 couronnes et le  renomma Scotia. Il a été réaménagé par la société Ailsa Shipbuilding Company en Écosse pour être utilisé comme navire de recherche pour l'expédition nationale écossaise en Antarctique. Le navire a été renforcé à l’intérieur, avec des poutres de 640 mm d’épaisseur pour résister à la pression de la glace en Antarctique. Une nouvelle machine à vapeur a été installée, entraînant une hélice à vis unique. Il pouvait propulser le navire à 7 nœuds (13 km/h). Le travail a été supervisé par Fridtjof Nansen. Une fois la transformation du navire terminée, Colin Archer, qui avait préparé le Fram pour son expédition de 1893 dans l'Arctique, l'inspecta. Thomas Robertson a été nommé capitaine du Scotia. Il avait vingt ans d'expérience de la navigation dans l'Arctique et l'Antarctique à bord des baleiniers Active et Balaena. Les essais en mer du navire ont eu lieu en août 1902.
Le Scotia a navigué le 2 novembre 1902 pour l'Antarctique. Il est arrivé aux îles Malouines le 6 janvier 1903 et a ensuite navigué vers l'île Laurie, dans l'archipel des Orcades du Sud, où il est arrivé le 25 mars. Il a hiverné dans la baie à laquelle il a donné son nom (Scotia Bay (en)), où il a été pris dans les glaces pendant huit mois. Il est reparti pour les îles Malouines le 27 novembre, en route pour Buenos Aires, en Argentine, où il a été réaménagé. Le Scotia est revenu à l'île Laurie le 14 février 1904, huit jours plus tard, pour s'embarquer dans la mer de Weddell. Il a quitté l'Antarctique le 21 mars, abordant à Sainte-Hélène en juin et est arrivé à Millport, en Écosse le 21 juillet et a été escorté par un certain nombre de navires vers sa destination finale, Gourock dans le Renfrewshire.
À la suite de l’expédition, il était prévu que les universités d’Écosse utiliseraient davantage le Scotia en tant que navire de recherche. Cependant, il a été vendu aux enchères dans le but de récupérer une partie des coûts de l'expédition. Il a servi pour la chasse aux phoques et baleines jusqu'en 1913, au large des côtes du Groenland. À la suite de la perte du Titanic, il a ensuite été affrété par la Commission du Commerce pour être utilisée comme navire météorologique sur les Grands Bancs de Terre-Neuve, mettant en garde sur la dérive des icebergs. Un système de  télégraphie sans fil Marconi a été installé pour lui permettre de communiquer avec les stations situées sur les côtes du Labrador et de Terre-Neuve. À la suite de cela, il est devenu un navire charbonnier, naviguant entre le Royaume-Uni et la France. Le 18 janvier 1916, il a pris feu et a été incendié dans le canal de Bristol, au large de Sully Island (en), à Glamorgan. Son équipage a survécu.

## Dénominations
Outre une baie sur l'île Laurie, le nom du navire a été utilisé pour désigner une plaque tectonique, une dorsale sous-marine et une mer. Un autre navire a porté ce nom, il s'agit du RMS Scotia (1872-1904), dernier transatlantique propulsé par des roues à aubes.

## Galerie

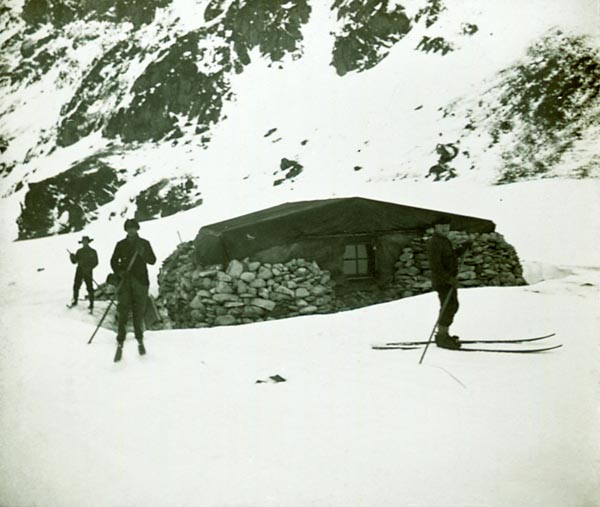
Campement de l'île Laurie

### Note et référence
1. ↑  DS Hekla

- (en) Cet article est partiellement ou en totalité issu de l’article de Wikipédia en anglais intitulé « Scotia (barque) » (voir la liste des auteurs).